# Omhaal

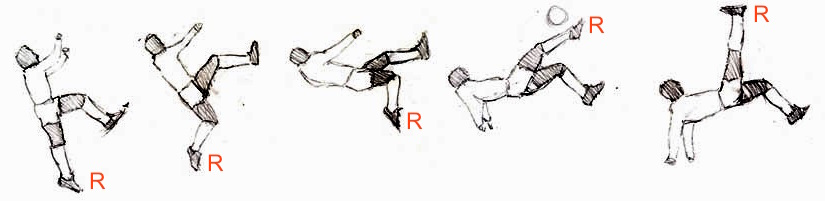
Omhaal

Een omhaal is een speciale techniek in het voetbal, die uitgevoerd wordt door een speler, doorgaans een aanvaller, die zijn lichaam naar achteren en zijn been omhoog gooit om de bal achterwaarts over zich heen te spelen. Het maken van een omhaal is niet zo moeilijk, het scoren ermee wel, omdat de speler geen zicht heeft op het doel als hij schiet. Een omhaal is daardoor een van de spectaculairste en knapste manieren om een doelpunt te maken.
Naast de louter spectaculaire beweging zijn er twee situaties in het voetbalspel waarin het maken van een omhaal nuttig kan zijn:
- als een verdediger de bal snel wil uitverdedigen weg van het eigen doel, maar met zijn gezicht naar zijn eigen keeper staat en de bal hoog wordt aangespeeld
- als een aanvaller met zijn rug naar het vijandelijke doel staat in of vlak bij het zestienmetergebied en de bal zich in de lucht bevindt

## Naam
Het woord omhaal verwijst naar de achterwaartse beweging van de voetballer. In andere talen wordt deze beweging anders genoemd, zo spreekt men in het Engels van een bicycle kick ("fiets-schot", vanwege de manier waarop de benen zijn georiënteerd tijdens de omhaal: dat lijkt of de speler fietst) en in het Duits van Fallrückzieher ("vallend achterwaarts schot"). In het Spaans heet een omhaal een chilena met als oorspronkelijke naam chalaca, een woord uit Peru. De Noren spreken van een brassespark, letterlijk "Braziliaans schot".

## Oorsprong
Hoewel het maken van een omhaal zo oud is als het voetbalspel zelf (begin rond het midden van de 19e eeuw), is de "uitvinding" van de beweging toegeschreven aan die spelers die voor het eerst een succesvolle omhaal hebben uitgevoerd. De chilena is een manier van scoren die vooral bij de meer technisch georiënteerde Latijns-Amerikaanse voetballers populair was. Een van de eerste spelers die deze techniek uitvoerde, was Ramón Unzaga Asla, een Baskische middenvelder die in de jaren 10 en 20 van de 20e eeuw voor het Chileense elftal uitkwam. De Braziliaan Leônidas da Silva scoorde de 6-5 tegen Polen in Straatsburg, 1938. Da Silva schreef de uitvinding van de omhaal echter toe aan een landgenoot, Petronilho de Brito.
De eerste vermelding van het woord chilena stamt uit 1920 toen het Zuid-Amerikaanse Kampioenschap werd gehouden in Chili. Argentijnse journalisten zagen Unzaga een omhaal maken (zonder te scoren) en noemden het la chilena. Een andere verklaring voor de naam wordt gegeven door de Chileense voetballer David Arellano die de beweging in Spanje introduceerde.
Hoewel de omhaal in de eerste jaren vooral een Latijns-Amerikaanse techniek was, werd de Duitser Klaus Fischer gezien als een expert op het gebied van de omhaal. Zijn scorende omhaal in het seizoen 1976/77 wordt in Duitsland officieel het "doelpunt van de eeuw" genoemd. Een andere Duitser die veel door middel van omhalen scoorde, was Uwe Seeler.
Pelé stond ook bekend om zijn omhalen. In het Engels wordt de omhaal ook wel Pelé’s kick genoemd.

## Bekende omhalen en omhalers
- Ramón Unzaga Asla
- Pelé
- Klaus Fischer, onder andere het Duitse doelpunt van de eeuw.

- In de Amp Futbol Polska, een Poolse competitie voor voetballers met amputaties, scoorde de eenbenige Marcin Oleksy met een omhaal die bijval kreeg van de UEFA; deze is vastgelegd op video.[1]